# Bahnhof Catania Centrale
Der Bahnhof Catania Centrale ist der Hauptbahnhof der Stadt Catania auf Sizilien. Er liegt am Rande der Innenstadt und wird von der Rete Ferroviaria Italiana (RFI), einer Organisationseinheit der Ferrovie dello Stato, betrieben. Von 2001 bis 2018 lag die Vermarktung und Vermietung der Ladenflächen in Hand der Gesellschaft Centostazioni.

## Lage
Der Bahnhof liegt im I. Verwaltungsbezirk Catanias Centro, östlich der Altstadt. Auf dem Bahnhofsvorplatz, dem Piazza Giovanni XXIII, befindet sich ein Busbahnhof der städtischen Buslinien sowie ein Parkplatz.

## Geschichte
Der Bahnhof wurde am 3. Januar 1867 offiziell dem Verkehr übergeben und war zunächst südlicher Endpunkt der Bahnstrecke Messina–Syrakus. Ein Weiterbau der Strecke durch die Gesellschaft Società Vittorio Emanuele erfolgte zwei Jahre später im Jahr 1869. Die Gleisanlagen wurden umfangreich erweitert und in den Hafen ausgebaut.
Das repräsentative zweistöckige Empfangsgebäude wurde durch die Gesellschaft Società Vittorio Emanuele errichtet und steht heute unter Denkmalschutz.
Mit der Elektrifizierung des Bahnhofs in den 1960er-Jahren wurden die Gleisanlagen umfangreich umgestaltet.

## Infrastruktur

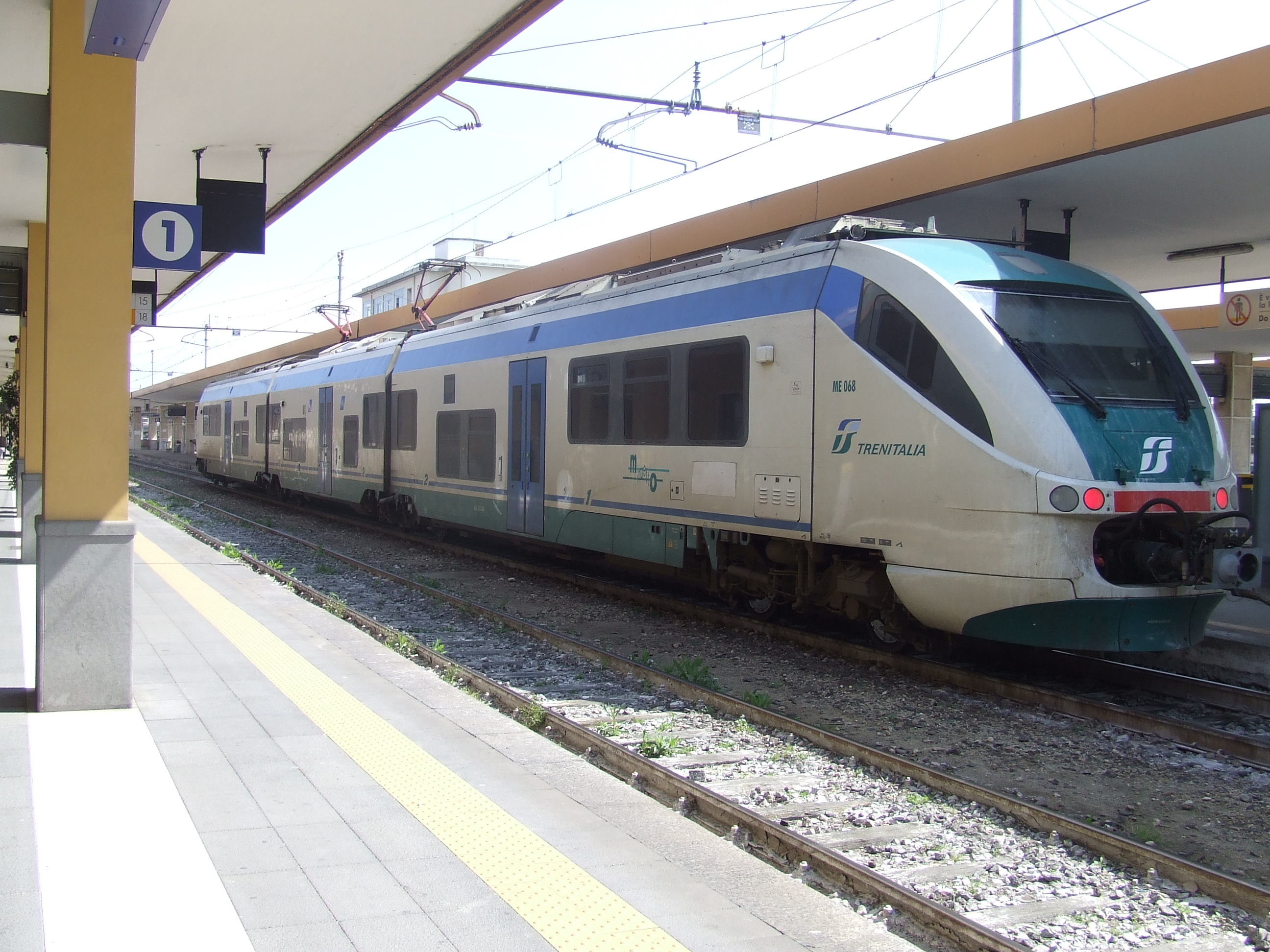
Zug im Bahnhof Catania Centrale

### Ausstattung
Zur Ausstattung des Bahnhofes gehören eine Fahrkartenausgabe, Fahrscheinautomaten, eine Bar und ein Zeitschriften- und Tabakgeschäft. In einem Nebengebäude sind öffentliche Toiletten, eine Gepäckaufgabe und ein Andachtsraum untergebracht. Im Bahnhof befindet sich eine Wache der Bahnpolizei (Polizia di Stato).

### Gleisanlage
Die vier Bahnsteige sind durch eine Unterführung mit dem Bahnhofsgebäude verbunden. Durch die Unterführung wird der Bahnhof Stazione FS der Ferrovia Circumetnea erreicht. Zuletzt wurde deren oberirdischer Bahnsteig als U-Bahn-Station der Metro Catania genutzt. Ende 2016 wurde er geschlossen, nachdem die Metrostrecke am 20. Dezember 2016 über die unterirdische, unter dem Bahnhofsvorplatz liegende Station Giovanni XXIII in die Innenstadt verlängert wurde.
Am nördlichen Ende der Gleisanlagen befindet sich das Betriebswerk Catania mit einem stillgelegten Ringlokschuppen. Die östlichen Gleisgruppen dienten dem Güterverkehr und sind heute größtenteils unbenutzt.

## Verkehrsanbindung

### Fernverkehr
Der Bahnhof wird täglich von mehreren Intercity- und Nachtzügen bedient.
| Bezeichnung | Zuglauf                      | Bemerkungen        |
| ----------- | ---------------------------- | ------------------ |
| IC          | Syrakus/Palermo–Roma Termini | 2 Zugpaare pro Tag |
| ICN         | Syrakus/Palermo–Roma Termini | 2 Zugpaare pro Tag |
| ICN         | Syrakus/Palermo–Mailand      | 1 Zugpaar pro Tag  |

### Regionalverkehr
Der Bahnhof ist gegenwärtig Endpunkt diverser Regionalzüge aus Palermo und Caltagirone. Außerdem besteht eine durchgehende schnelle Regionalzugverbindung zwischen Messina und Syrakus.
| Bezeichnung | Zuglauf                             |
| ----------- | ----------------------------------- |
| RV          | Messina–Catania–Syrakus             |
| R           | Messina–Catania                     |
| R           | Catania–Caltanissetta Xirbi–Palermo |
| R           | Catania–Lentini Dir.–Caltagirone    |

### Stadtverkehr
Der Piazza Papa Giovanni XXIII ist ein zentraler Knotenpunkt zahlreicher Stadtbuslinien der Verkehrsgesellschaft AMT. Den Flughafen Catania verbindet von hier die Buslinie „Alibus“. Der U-Bahnhof Giovanni XXIII der Metro Catania bietet Anschlüsse in die Innenstadt und in den Stadtteil Borgo, wo wiederum die Dieselzüge der Circumetnea erreicht werden.

## Sonstiges

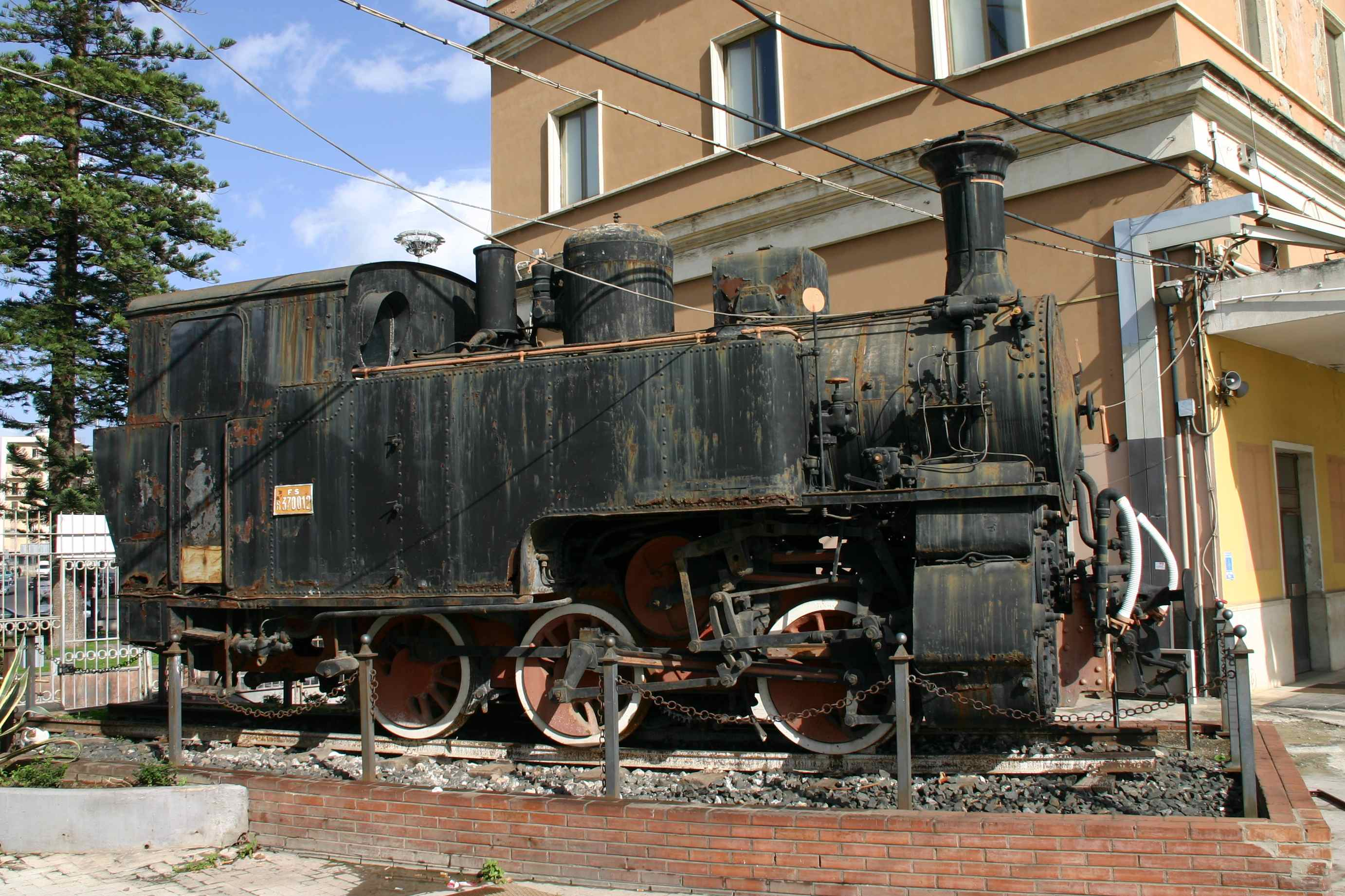
R.370.012

Am Hausbahnsteig – Gleis 1 – steht als Denkmal die Dampflok R.370.012. Die Maschinen dieser Baureihe kamen überwiegend auf den sizilianischen und sardischen Schmalspurnetzen zum Einsatz. Die 1915 gebaute und am 8. August 1985 aufgestellte Lok war bis zur Einstellung der Strecke Sulla Linea, der Bahnstrecke Dittaino–Caltagirone, auf dieser Strecke im Einsatz.